# Хайредин
 Тази статия е за селото.  За османския пират и адмирал вижте Хайредин Барбароса.  
Ха̀йредин е село в Северозападна България. То е административен център на община Хайредин, област Враца.

## География
Селото се намира на 30 км южно от гр. Козлодуй по поречието на р. Огоста. Надморската височина е 53 метра, както е видно от табела поставена на сградата на общината. Разполага с около 30 000 дка от изключително плодородната земя в местността Златия. Отглежда се предимно пшеница, царевица, слънчоглед, ечемик, овес и много други.

## История
Писмено сведение за наличието на село с подобно име в Никополския санджак се дава от „иджмал“ дефтери от 15 век. В оригинален опис на санджака, проведен през 1483 – 1485 г. и запазен в Народната библиотека, за населените места в каза Чибри (Цибър) е записано:
„Село Койдозлу, спадащо към Чибри, домакинства 8.
......
Село Бутанофче, спадащо към Чибри, домакинства 6.
Село Хайреддин, спадащо към Чибри, домакинства 4.“
Наличието на съхранен във времето турски документ доказва, че селището съществува след падането на България под османска власт с името Хайреддин, въпреки трагичните обстоятелства, пред които са изправени българите по онова време. В тези информации безспорно остава името на населеното място, броят на живеещите в селото 4 семейства, поради прилежната дейност на турските султански описвачи. Въз основа на описаните от тях хора, стопанисвана земя, животни, реки или водоеми, се плащат данъците към султана и точно поради тяхната важност и добра организация на султанската администрация, тези документи са съхранени и до днес.
Името на селото и данни за него са отпечатани на български език в списание „Летоструй или къщний календар за проста година 1873“ издадено във Виена. В дадената таблица на статистическото описание на Оряховското окръжие от Врачанската епархия в народно черковно отношение, са дадени данни за населените места. За с. Хайредин през 1873 г. е изписана с кирилица следната информация:
Селище — Хайредин
Народност — българи
Къщи – 128
Венчила – 234
Черкви — Св. Петка
Име на свещеника – Иван Николов и Тома Атанасов
Горният турски документ с ранни сведения и този документ, написан на кирилица, показват еднозначно името на населеното място и противоречат на всякакви други местни легенди и твърдения относно името и времето на създаване на селището.
По въпроса за името има твърдения, почиващи на тълкувания или предположения на местни изследователи краеведи. Според местни популярни твърдения, селото е създадено през 1574 г., когато Хайредин паша, владетел на областта, дава земя на 4 семейства да се заселят и да създадат поколение. В негова чест селото носи неговото име.
За произхода на името на селото се твърди в други проучвания, че при завладяването на България от османските турци са запалени (съгласно документи съхранявани в Народната библиотека "Св. св. Кирил и Методий)...Ередин паланка, Лом паланка, Цибър варуш... До края на XIX век село Хайредин не е имало, съществувало е село Ередин, както и сега се нарича от по-възрастните хора и както е известно и в околностите му. В една народна песен от този край се възпяват подвизите на Ередин Войвода. Селищното име Ередин е изцяло от лично име на човек, който се е казвал Ередин. Личното име Ередин или Ереден с женска форма Ередина и умалителното Ерединка е кръстоска от Ердан и от Ердана, а те са видоизменения на Йордан и Йордана. Името Хайредин, което е турско по произход и означава „добро от вярата“, е измислица и е дадено на селото Ередин късно след Освобождението от османска власт. Дали са го полуграмотните даскали на селото. Те смятали, че тук е живял някой си голям турчин Хайредин паша. Но те не са знаели, че от Тимок до Искър на са живели турци и няма нито едно селище или град с турско име, освен Хайредин. В този район има запазени латински, гръцки и прабългарски имена на селища, но не и турски.
В началото на 40-те години на XX век в селото е проведена комасация, като броят на земеделските имоти е намален от 7105 на 1532.
През лятото на 1950 година, в разгара на колективизацията, нелегална група в селото организира бомбен атентат срещу комунистическа агитка.

## Население
Данните за числеността на населението в с. Хайредин според преброяванията през годините
| \| Година на преброяване \| Численост \| \| --------------------- \| --------- \| \| 1934 \| 4131 \| \| 1946 \| 4315 \| \| 1956 \| 4379 \| \| 1965 \| 4034 \| \| 1975 \| 3470 \| \| 1985 \| 2893 \| \| 1992 \| 2532 \| \| 2001 \| 2125 \| \| 2011 \| 1574 \| \| 2021 \| 1129 \| |           |
| Година на преброяване | Численост |
| 1934 | 4131      |
| 1946 | 4315      |
| 1956 | 4379      |
| 1965 | 4034      |
| 1975 | 3470      |
| 1985 | 2893      |
| 1992 | 2532      |
| 2001 | 2125      |
| 2011 | 1574      |
| 2021 | 1129      |

Преброяване на населението през 2011 г.
Численост и дял на етническите групи според преброяването на населението през 2011 г.:
|                     | Численост | Дял (в %) |
| Общо                | 1547      | 100,00    |
| Българи             | 1200      | 77,56     |
| Турци               | 0         | 0,00      |
| Цигани              | 15        | 0,96      |
| Други               | 0         | 0,00      |
| Не се самоопределят | 0         | 0,00      |
| Неотговорили        | 329       | 21,26     |

## Културни и природни забележителности
Има минерален извор. Водата, извираща от него, е със сярно съдържание и лекува много и различни болести. Не са създадени условия за оползотворяването ѝ.

## Легенда за Цолкановата дупка
Оттатък мястото, на което днес се намира село Хайредин, по високия бряг на р. Огоста се вие пътека. Тя пълзи нагоре през гъстите шубраци на Крешката, спуска се по склона и се губи сред цъфналите хълмове. По тая, утъпкана от кози стъпки пътека, денем минавали само пастирите, а нощем преди много години хайдутите на Цолкан.
Когато преди години турците затрили от земята село Ередин, Цолкан нямал и десет години. Убили майка му и баща му, посекли целия му род. Само Цолкан като по чудо се спасил в гората. Живял и отраснал сред зверовете, а сетне събрал дружина и тръгнал да мъсти. Свърталището им била една пещера, чийто отвор се затискал с тежка каменна плоча. Цялата пещера била осветена от факли, навсякъде било струпано оръжие, а в средата ѝ блестял куп злато. Турчин не смеел да замръкне по тия места. Когато минавала пощата за Видин, Цолкановата дружина пръсвала турците и обирала оръжието и златото.
От нищо не трепвало сърцето на Цолкан, от нищо не се плашел юнакът. Но през един пролетен ден той видял Върба. Красивата девойка пасяла козите си и пеела из гората. А песните ѝ все за Цолкан и вярната му дружина – как мъстят на турците и закрилят сиромасите. Обикнал Цолкан момата. Все по-често пращал хайдутите да ходят по пътищата сами, а той се криел зад дърветата и гледал Върба. Тежко и мъчно станало на дружината, като заповядал войводата да водят момичето в пещерата. Идвала тя, дълго седели двамата, а после я изпращял с престилка пълна с жълтици – да раздава на сиромасите.
Един ден Цолкановите юнаци се събрали и дълго се съветвали. И това дето решили по между си за първи път не казали на войводата. Дошла пак Върба, и когато хайдутина ѝ напълнил престилката и викнал някого да дойде да я изпроводи, пещерата била празна. Отишъл до изхода – той бил затиснат с големи камъни. Мрачни и угрижени вървели юнаците на Цолкан. Спрели на брега на Огоста, после се пръснали на четири страни, без да си кажат сбогом. Никой не видял вече Цолкан, никой не чул за него. Само чудни приказки се разказват за чистата му обич към Върба. И днес още никой не знае къде е входа на Цолкановата пещера.

## Политика
- 2007 – 2011 – Радослав Стойков (БСП), агент на Държавна сигурност с псевдоним Стоян от август 1983 г.[9] Печели на втори тур с 51% срещу Светла Кирова (независим).
- 2003 – Кирил Кирилов (Обединена коалиция „Хайредин – 2007“) печели на втори тур с 52% срещу Васил Василев (БСП).
- 1999 – Димитър Асенов (БСП) печели на първи тур с 55% срещу Кирил Кирилов (БЗНС).
- 1995 – Васил Георгиев (независим) печели на втори тур с 57% срещу Петър Попов (Предизборна коалиция БСП, БЗНС Александър Стамболийски, ПК Екогласност).

## Редовни събития
Съборът на селото е на Петковден – 27 октомври по стар стил, сега се прави в последната седмица на месец октомври.

## Личности
- Кръстьо Трендафилов – министър на земеделието и хранителната промишленост (1996 – 1997)